# Ryszard Zelinka
Ryszard Zelinka – burmistrz Oleśnicy w latach 1990 – 1994, przewodniczący Rady Miasta Oleśnica w latach 2002 - 2014.
Absolwent Liceum Ogólnokształcącego im. Juliusza Słowackiego w Oleśnicy, oraz Wydziału Matematyki, Fizyki i Chemii Uniwersytetu Wrocławskiego.
Pracował w Szkole Podstawowej nr 5 w Oleśnicy; w Dobroszycach; jako wicedyrektor Szkoły Podstawowej nr 3 w Oleśnicy, a także na przełomie lat 80. i 90. jak nauczyciel w I Liceum Ogólnokształcącym w Oleśnicy.
Zaraz po upadku komunizmu został burmistrzem Oleśnicy (1990 – 1994), przewodniczącym Zarządu Miejskiego, radnym – członkiem Komisji Oświaty, Komisji Ekonomiczno – Prawnej i Komisji Ładu Przestrzennego. Jako burmistrz wybudował Zakład Uzdatniania Wody, rozpoczął budowę oczyszczalni ścieków, budowę wysypiska odpadów komunalnych, przekształcił jednostki gospodarcze podległe organom samorządowym oraz brał udział w powołaniu Fundacji Profilaktyki i Rehabilitacji Dzieci z Wadami Postawy i Uszkodzeniem Narządu Ruchu. W latach 1994 – 1998 Ryszard Zelinka kierował Zespołem Oświaty Samorządowej, a w latach 2002 - 2014 piastował funkcję przewodniczącego Rady Miasta Oleśnica.